# Cosmarium monochrondrum
Cosmarium monochrondrum  là một loài Song tinh tảo trong họ Desmidiaceae, thuộc chi Cosmarium.